# Terabyte
O terabyte é um múltiplo da unidade byte para informações digitais. O prefixo tera representa a quarta potência de 1000 e significa 1012 no Sistema Internacional de Unidades (SI) e, portanto, um terabyte é um trilhão bytes (na escala curta). O símbolo da unidade para o terabyte é TB.
1 TB = 1000000000000bytes = 1012bytes = 1000gigabytes .
1000 TB = 1 petabyte (PB)
Uma unidade relacionada, o tebibyte (TiB), usando um prefixo binário, é igual a 10244 bytes. Um terabyte é cerca de 0,9095 TiB. Apesar do uso recorrente de TB pelos fabricantes de discos rígidos e unidades de fita para se referir a 1000 bilhões de bytes, seguindo padrões internacionais, o terabyte é usado em alguns sistemas operacionais de computadores, principalmente o Microsoft Windows, para designar 1099511627776 (10244 ou 240) bytes para a capacidade de unidades de disco.

## História
O prefixo tera foi definido para o Sistema Internacional de Unidades em 1960. Ele deriva da palavra grega τέρας teras, significando "monstro" mas também tem conotação com a palavra grega tetra, que significa "quatro", em analogia com os nomes de prefixos subsequentes que estão correlacionados à magnitude do expoente decimal.
Os usos de terabyte em produtos de tecnologia da informação incluem os seguintes:
- Banco de dados: 1984, o DBC/1012 da Teradata foi projetado para gerenciar um banco de dados de processamento massivamente paralelo, com até um terabyte de tamanho.[4][5]
- Armazenamento em disco óptico: 1985[6]
- Armazenamento em massa de supercomputadores: ca. 1992 (uso decimal) [7]
- Memória de supercomputador: 2005 (uso binário) [8]
- Unidades de disco rígido: 2007 (uso decimal) [9]
- Unidades de fita: 2010 (uso decimal) [10]
- Memória da placa-mãe: 2011 (uso binário) [11]

## Exemplos ilustrativos de uso
Estes são alguns exemplos do uso de terabyte para descrever tamanhos de dados em diferentes áreas:
- Dados de biblioteca: a equipe de captura da web da Biblioteca do Congresso dos EUA afirma que em março de 2014 a biblioteca já havia "coletado cerca de 525 terabytes de dados de arquivo da web" e estava adicionando cerca de 5 terabytes por mês ("um terabyte = 1.024 gigabytes").[12]
- Hardware de computador: A Hitachi lançou o primeiro disco rígido de um terabyte do mundo em 2007 (1 terabyte = 1.000 gigabytes).[13]
- Cartão SD: Micron e SanDisk lançaram seus cartões microSDXC de 1 TB de capacidade em fevereiro de 2019. Em setembro de 2016 a Western Digital (SanDisk) anunciou que um protótipo do primeiro cartão SDXC de 1 TB será demonstrado na Photokina.